# Пармантье, Анри
Анри Эрнест Жан Пармантье (фр. Henri Ernest Jean Parmentier; 3 января 1871 — 22 февраля 1949) — французский архитектор, историк искусства и археолог. Пионер изучения индокитайской археологии. Посвятил свою жизнь изучению архитектурных памятников Индокитая: кхмерских, тямпских и лаосских.

## Ранние годы
Анри-Эрнест родился 3 января 1870 года в Париже, в семье художника, работавшего в лицее Реймса (фр. Lycée de Reims). В 1891 году поступил в Национальную высшую школу изящных искусств, которую окончил в 1905 по классу архитектуры. В 1896 году отправился в Тунис работать на колониальное правительство, где увлёкся археологией. В этот период он создал подробный план Храма Сатурна в Дугге для его реконструкции. За эту работу он удостоился упоминания на выставке Общества французских художников. В 1900 году присоединился к Археологической миссии в Индокитае (позднее переименованной в Французский институт Дальнего Востока) и отправился в Сиам, на чьей территории располагался Ангкор-Ват, вместе с архитектором Анри Дюфуром и фотографом Шарлем Карпо. Кхмерские памятники в то время были малоизвестны и почти не изучены; кхмерская история стала делом жизни Пармантье.
В 1902—1905 вместе с Карпо Пармантье исследовал, зарисовал и законсервировал тямские монументы во Вьетнаме: буддийский памятник Донгзыонг (1902), храмовый комплекс Мишон (1903—1904), храм Тяньло (1905), причём последний Пармантье изучал уже один. Результаты экспедиции в Донгзыонг Пармантье и Карпо представили на конгрессе Института Дальнего Востока. Изучал архитектуру Явы, сравнивая её с тямской

## В роли главы Института Дальнего Востока
В 1904 году возглавил археологическое управление Французского института Дальнего Востока, оставаясь на этой должности 28 лет, до 1932 года. В обязанности Пармантье входило установление основного направления исследований Института в Камбодже. В 1905 году женился на журналистке и писательнице Жанне Лёба, которая ездила вместе с ним во все экспедиции и занималась полевой работой.
В 1906—1907 годах Пармантье изучал и консервировал тямский храм Понагар. Следующая экспедиция Пармантье состоялась в Камбоджу, где он описывал и восстанавливал кхмерские памятники в Сисопхоне, Баттамбанге, Сиемреапе и Ангкоре, в особенности Байон. Из Камбоджи он отправился в южный Вьетнам, где восстанавливал храм Поклонггарай (1908). В 1913—1914 годах занимался реорганизацией музея Института Дальнего Востока. В это же время Пармантье периодически возвращался в Камбоджу в экспедицию, которая изучила и задокументировала Ангкор и Самбор-Прей-Кук (1911); также он посетил Кампонгтхом и Бантеай Прей Нокор. Изучал китайские погребения на севере Вьетнама в Бакнине (вьет. Nghi Vệ), помогал планировать экспозицию строящегося музея тямского искусства в Дананге, в 1936 году названного его именем. Исполнял обязанности директора Института Дальнего Востока в 1918—1920 годах. В 1920 Пармантье получил премию за свою книгу, посвящённую памятникам тямской архитектуры.
Пармантье ездил на руины кхмерского храмового комплекса Ват-Пху в Лаос, подробно изучал Крол-Ромеас на плато Кулен, Ангкор и конкретно храм Байон, вопросам модификации которого в течение времени посвятил несколько публикаций. Совместная работа Пармантье, Луи Фино и Виктора Голубева, посвящённая кхмерскому храмовому комплексу Бантеайсрей, вышла в 1926 году.

## На пенсии
В 1932 году вышел на пенсию в возрасте 62 лет, оставил пост в Институте Дальнего Востока, став из действующего почётным главой археологического управления, и переехал в Пномпень. На пенсии Пармантье продолжил научную и полевую деятельность и до конца жизни работал над списком лаосских памятников и фундаментальным изданием «Искусство Лаоса», которое осталось неоконченным. Создал черновик туристического путеводителя по монументам Ангкора, вышедшего после его смерти. Умер 22 февраля в 1949 году в Пномпене.

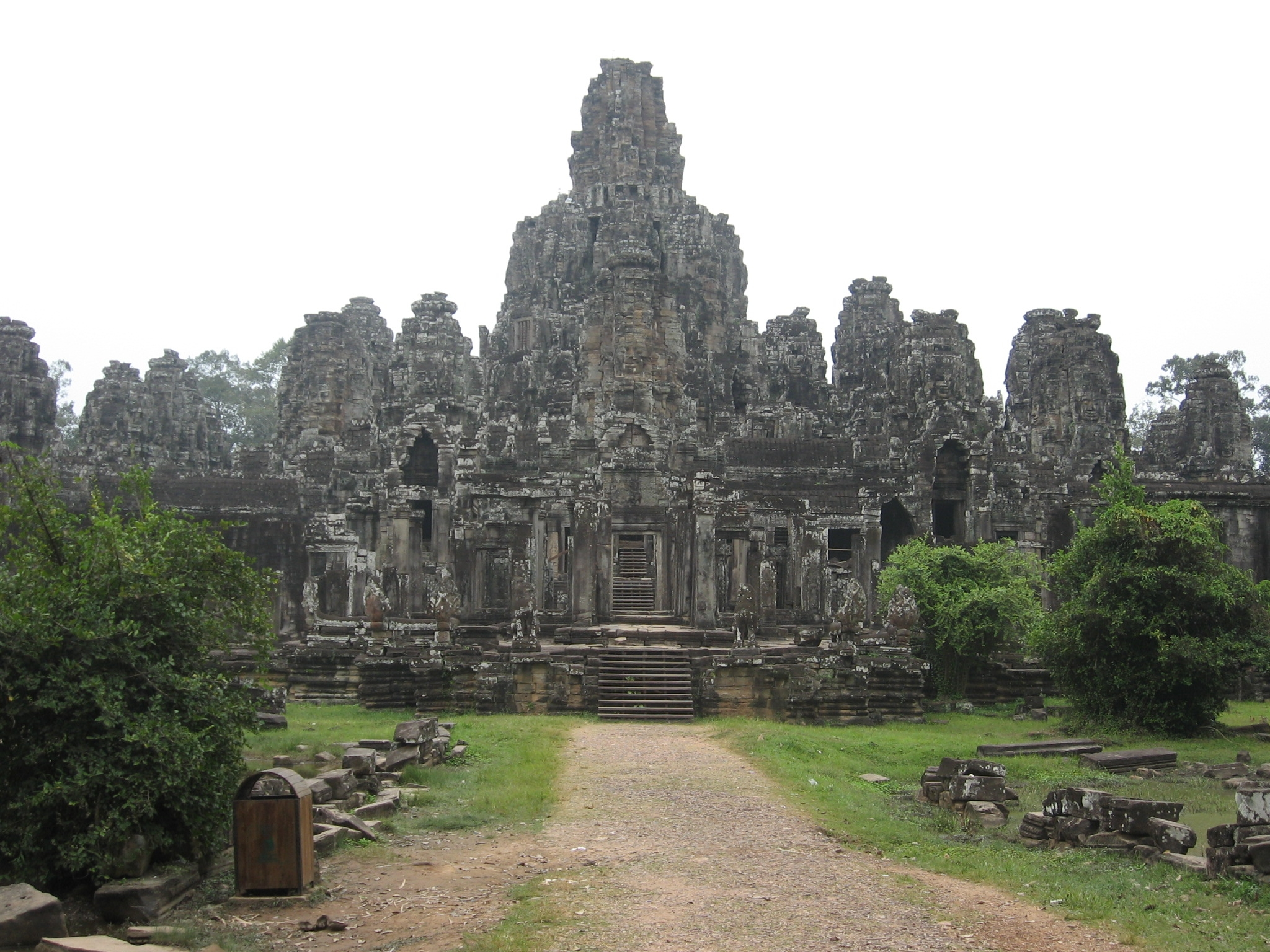
Храм Байон в Ангкоре
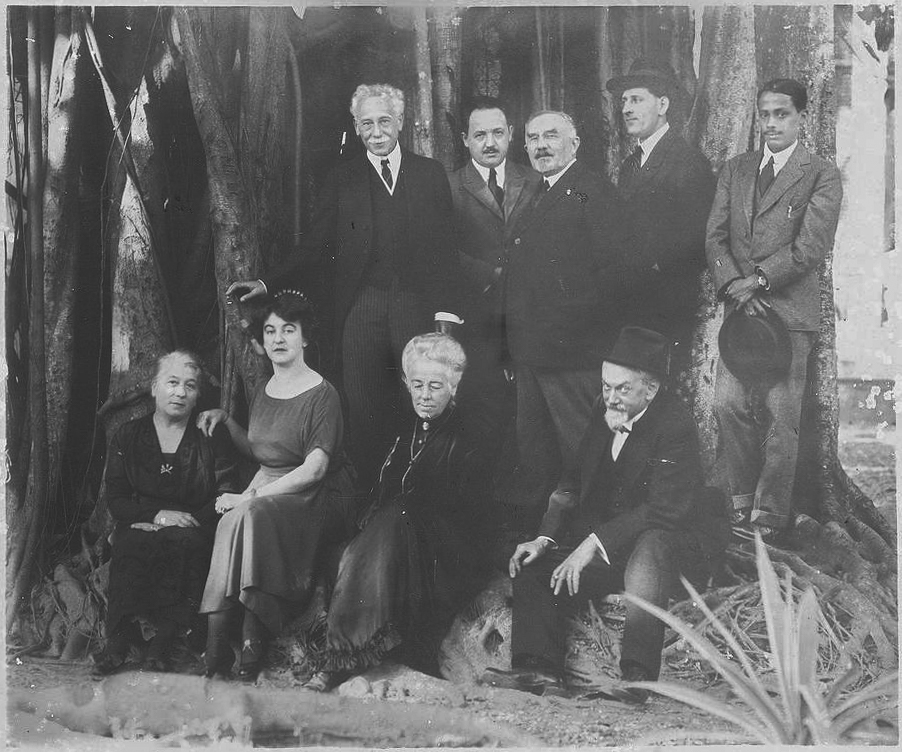
Пармантье, Фино, Лёба с коллегами из Института Дальнего Востока
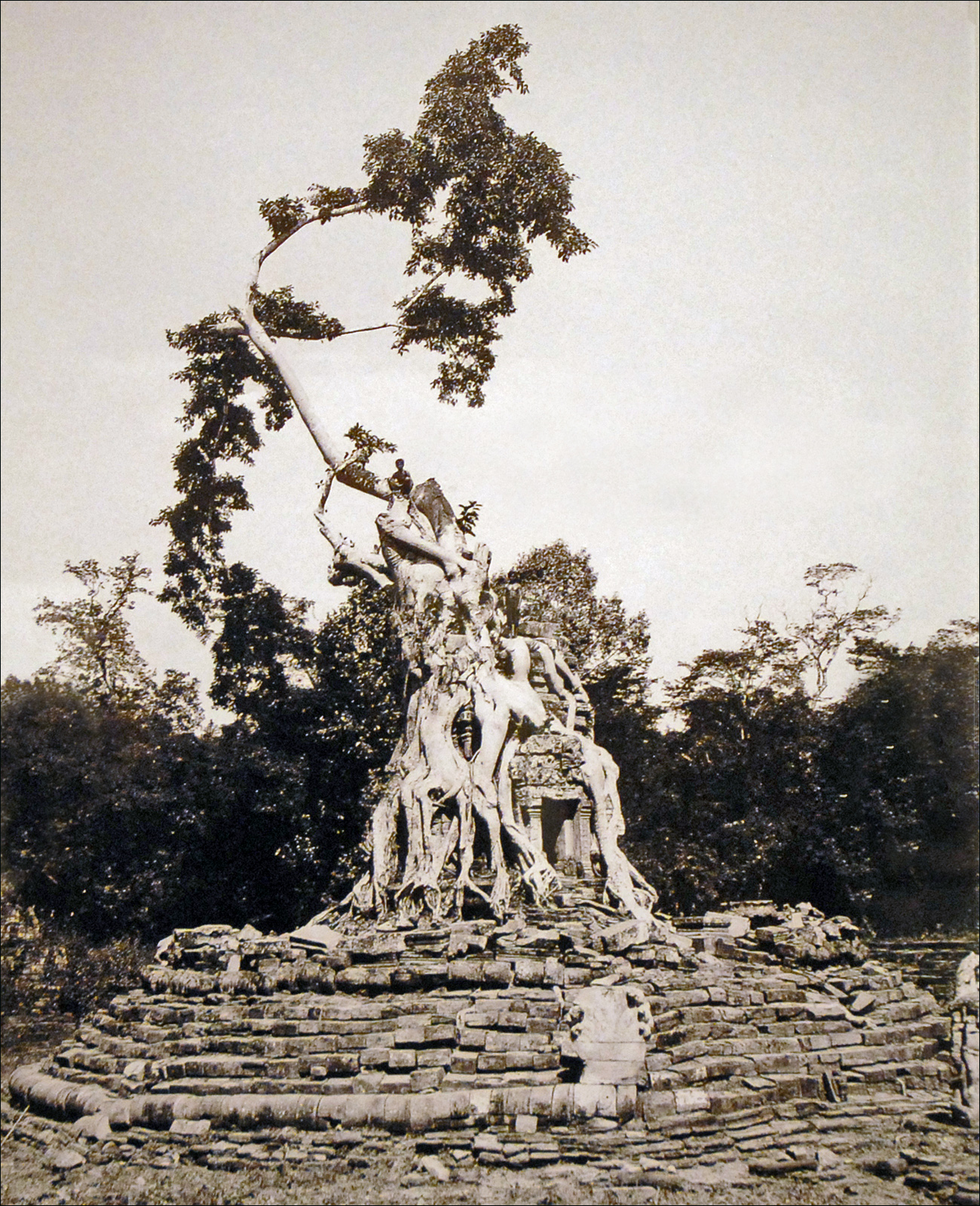
Храм Неак-Пеан до расчистки

## Избранная библиография
- Henri Parmentier. Inventaire descriptif des monuments cams de l’Annam. — 1909–1918.
- Henri Parmentier. L’Art khmer primitif. — 1927.
- Henri Parmentier. L’Art khmer classique: Monuments du quadrant nord-est. — 1939.
- Henri Parmentier. L’Art du Laos. — 1954.